# آينار كارلسون
آينار كارلسون (بالسويدية: Einar Karlsson)‏ (مواليد 1 أغسطس 1909) هو لاعب كرة قدم. يلعب مع منتخب السويد لكرة القدم. سبق له أن لعب في كأس العالم لكرة القدم مع منتخب بلاده.

## روابط خارجية
- آينار كارلسون على موقع اتحاد السويد (السويدية)
- آينار كارلسون على موقع قاعدة بيانات كرة القدم.إي يو (الإنجليزية)
- آينار كارلسون على موقع ناشيونال فوتبول تيمز (الإنجليزية)
- آينار كارلسون على موقع عالم كرة القدم.نت (الإنجليزية)